# Елза Триоле
Елза̀ Триолѐ (на френски: Elsa Triolet) е руско-френска писателка.

## Биография
Родена е на 24 септември 1896 година в Москва в еврейското семейство на адвокат, нейна по-голяма сестра е Лиля Брик. В Москва тя се движи в авангардистки и крайнолеви кръгове, но в началото на Гражданската война напуска страната с френския офицер Андре Триоле, за когото е женена през 1919 – 1921 година. Живее във Франция, където започва да пише, първоначално на руски, а след това на френски език, превежда поезия на Владимир Маяковски. През 1928 година се запознава с поета Луи Арагон, с когото остава до края на живота си. През 1944 година получава литературната награда „Гонкур“ за сборника „Първото затруднение струва 200 франка“ („Le premier accroc coûte 200 francs“).
Елза Триоле умира от инфаркт на 16 юни 1970 година в Сент Арну ан Ивлин.

## Произведения
- На Таити (1925)
- Земляничка (1926)
- Защитный цвет (1928)
- Bonsoir Thérèse (1938)
- Maïakovski (1939)
- Mille regrets (1942)
- Le Cheval blanc (1943)
Белият кон (1945), прев. Веселин Антов
- Qui est cet étranger qui n'est pas d'ici ? ou le mythe de la Baronne Mélanie (1944)
- Le Premier accroc coûte deux cents francs (1945) – награда „Гонкур“
Любовниците на Авиньон, (1945), прев. София Влахова
Влюбените от Авиньон, изд. „Партиздат“ (1986), прев. Юлия Юрукова
- Personne ne m'aime (1946)
- Les Fantômes armés (1947)
- L'Inspecteur des ruines (1948)
- Le Cheval roux ou les intentions humaines (1953)
Алестият кон, изд.: ОФ, София (1955), прев. Мария Гешева
- L'Histoire d'Anton Tchekov (1954)
- Le Rendez-vous des étrangers (1956)
Среща на чужденци, изд.: „Народна култура“, София (1959), прев. Елена Станишева, Борис Станишев
- Le Monument (1957)
- Roses à crédit (1959)
- Luna-Park (1960)
- Les Manigances (1961)
- L'Âme (1962)
- Le Grand jamais (1965)
Великото никога, изд.: „Хр. Г. Данов“, Пловдив (1968, 1982), прев. Ерма Гечева
- Écoutez-voir (1968)
- La Mise en mots (1969)
- Le Rossignol se tait à l'aube (1970)